# Courage
Courage — сингл американського рок-гурту Manowar.

## Склад гурту
- Ерік Адамс (Eric Adams) — вокал,
- Джоуі ДіМайо (Joey DeMaio) — бас-гітара,
- Карл Логан (Carl Logan) — гітара,
- Скотт Колумбус (Scott Columbus) — ударні.

## Список композицій
1. Courage (03:51)
2. Today Is A Good Day To Die (09:42)